# EuroBrun
La EuroBrun è stata una scuderia italo-svizzera di Formula 1 fondata nel 1988 da Walter Brun assieme a Giampaolo Pavanello, che aveva già vissuto alcune esperienze in Formula 1, avendo gestito l'Alfa Romeo col team Euroracing. Il nome derivava proprio dalla fusione delle scuderie, il Brun Motorsport e l'Euroracing. Gli stabilimenti utilizzati dall'Eurobrun derivavano da quelli dell'Euroracing, che erano situati a Senago, nei pressi di Milano. La scuderia, nel corso della sua breve vita, terminata nel 1990, partecipò a tre campionati di Formula 1, ottenendo risultati poco lusinghieri.

## Storia

### 1988

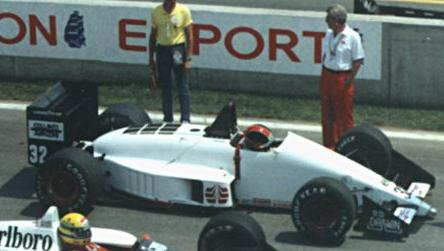
Oscar Larrauri al Gran Premio del Canada 1988

La prima vettura dell'EuroBrun, denominata ER188, motorizzata Ford Cosworth, con al volante Stefano Modena e Oscar Larrauri, esordì nel Gran Premio del Brasile 1988. La stagione diede risultati limitati. Modena non riuscì a qualificarsi in quattro occasioni e fu squalificato dal Gran Premio di Monte Carlo per non aver presentato la vettura per la pesatura, e dal Gran Premio del Messico a causa di irregolarità all'alettone anteriore. La squadra non ottenne punti durante la stagione, con il suo miglior risultato, un 11° posto.

### 1989
Nel 1989, pur ingaggiando il designer Ferrari George Ryton, la scuderia scelse di far correre una sola vettura. Fu una stagione disastrosa in quanto né Gregor Foitek, né Oscar Larrauri (chiamato a sostituire Foitek dal Gran Premio d'Italia), riuscirono ad andare oltre le pre-qualifiche.

### 1990
Nel 1990 si passò ad un nuovo progetto, la ER190. In questa stagione l'EuroBrun schierò due vetture affidate a Roberto Moreno e Claudio Langes. L'italiano Langes deluse molto senza mai riuscire a superare le pre-qualifiche, mentre il brasiliano Moreno riuscì a qualificarsi in tre occasioni e superò le pre-qualifiche in cinque. La squadra concluse la sua ultima stagione con due gare di anticipo, a causa della disastrosa situazione finanziaria in cui si trovava.

## Piloti
- Oscar Larrauri: (1988-1989), 21 GP (8 partenze);
- Stefano Modena: (1988), 16 GP (12 partenze);
- Roberto Moreno: (1990), 14 GP (3 partenze);
- Claudio Langes: (1990), 14 GP (0 partenze);
- Gregor Foitek: (1989), 11 GP (0 partenze).

## Risultati in Formula 1
| Anno | Vettura | Motore            | Gomme | Piloti         |     |    |     |    |     |     |     |    |     |    |     |     |     |    |    |     | Punti | Pos. |
| ---- | ------- | ----------------- | ----- | -------------- | --- | -- | --- | -- | --- | --- | --- | -- | --- | -- | --- | --- | --- | -- | -- | --- | ----- | ---- |
| 1988 | ER188   | Ford-Cosworth DFZ | G     | Oscar Larrauri | Rit | NQ | Rit | 13 | Rit | Rit | Rit | NQ | 16  | NQ | NPQ | NPQ | NPQ | NQ | NQ | Rit | 0     |      |
| 1988 | ER188   | Ford-Cosworth DFZ | G     | Stefano Modena | Rit | NC | SQ  | SQ | 12  | Rit | 14  | 12 | Rit | 11 | NQ  | NQ  | NQ  | 13 | NQ | Rit | 0     |      |

| Anno | Vettura        | Motore  | Gomme | Piloti         |    |     |     |     |     |     |     |     |     |     |     |     |     |     |     |     | Punti | Pos. |
| ---- | -------------- | ------- | ----- | -------------- | -- | --- | --- | --- | --- | --- | --- | --- | --- | --- | --- | --- | --- | --- | --- | --- | ----- | ---- |
| 1989 | ER188B e ER189 | Judd CV | P     | Gregor Foitek  | NQ | NPQ | NPQ | NPQ | NPQ | NPQ | NPQ | NPQ | NPQ | NPQ | NPQ |     |     |     |     |     | 0     |      |
| 1989 | ER188B e ER189 | Judd CV | P     | Oscar Larrauri |    |     |     |     |     |     |     |     |     |     |     | NPQ | NPQ | NPQ | NPQ | NPQ | 0     |      |

| Anno | Vettura | Motore  | Gomme | Piloti         |     |     |     |     |     |     |     |     |     |     |     |     |     |     |  |  | Punti | Pos. |
| ---- | ------- | ------- | ----- | -------------- | --- | --- | --- | --- | --- | --- | --- | --- | --- | --- | --- | --- | --- | --- |  |  | ----- | ---- |
| 1990 | ER189B  | Judd CV | P     | Roberto Moreno | 13  | NPQ | Rit | NQ  | NQ  | SQ  | NPQ | NPQ | NPQ | NPQ | NPQ | NPQ | NPQ | NPQ |  |  | 0     |      |
| 1990 | ER189B  | Judd CV | P     | Claudio Langes | NPQ | NPQ | NPQ | NPQ | NPQ | NPQ | NPQ | NPQ | NPQ | NPQ | NPQ | NPQ | NPQ | NPQ |  |  | 0     |      |